# داستان عشق (فیلم ۱۹۴۲)
داستان عشق (ایتالیایی: Una storia d'amore) یک فیلم درام ایتالیایی به کارگردانی ماریو کامرینی است که در سال ۱۹۴۲ منتشر شد.

## بازیگران
- آسیا نوریس
- پی‌یرو لولی
- کارلو کامپانینی
- امیلیو چیگولی
- اما بارون
- اولینتو کریستینا
- گوالتیرو د آنجلیس
- آگوستو مارکاچی
- مارچلو ماسترویانی
- کارلو میکلوتسی
- اجیستو اولیویری
- آمینا پیرانی ماجی
- جودیتا ریسونه
- گوئیدو نوتاری
- اسوالدو جناتسانی